# Hotaru Jamaguči
Hotaru Jamaguči (japonsko 山口 蛍), japonski nogometaš, * 6. oktober 1990.
Za japonsko reprezentanco je odigral 48 uradnih tekem.